# Jarred Elliott
Pour les articles homonymes, voir Elliott.
Jarred Elliott, né le 26 janvier 2000, est un joueur sud-africain de badminton.

## Carrière
Jarred Elliott est médaillé de bronze par équipe mixte aux Jeux africains de 2019 à Casablanca.
Il est médaillé de bronze au Championnat d'Afrique de badminton par équipes mixtes 2021 à Kampala. Aux Championnats d'Afrique 2021 dans la même ville, il est médaillé de bronze en double hommes avec Robert Summers ainsi qu'en double mixte avec Amy Ackerman.
En 2022 à Kampala, il est médaillé de bronze aux Championnats d'Afrique par équipes. Aux Championnats d'Afrique individuels 2022 dans la même ville, il est médaillé d'argent en double mixte avec Amy Ackerman.
En 2023 à Benoni, il est médaillé d'or  en double hommes avec Robert Summers et médaillé de bronze en double mixte avec Amy Ackerman aux Championnats d'Afrique individuels et médaillé de bronze au championnat d'Afrique par équipes mixtes. 
Il est médaillé de bronze en double hommes avec Robert Summers aux Jeux africains de 2023 à Accra.

## Études
Deidré Laurens Jordaan a étudié à l'Université du Nord-Ouest.